# Papir Carlsberg
El papir Carlsberg és un papir egipci de temàtica mèdica. Està escrit en la seva major part en hieràtic i demòtic, amb alguns elements de grec antic, i està datat entre la dinovena i la vintena dinasties. Es conserva a la biblioteca del Museu de Carlsberg, a Copenhaguen.
Alguns fragments es remunten a textos datats a l'entorn de l'any 2000 aC, mentre que uns altres, com el manuscrit Tebtunis, es remunten tan sols al primer segle aC, i la seva estructura i contingut els fan assemblar-se a altres textos mèdics com els papirs de Berlín o el papir Kahun.
El seu contingut versa sobre diferents especialitats mèdiques: ginecologia, oftalmologia, neurologia (incloent-hi una de les primeres descripcions d'un accident vascular cerebral i d'una hemorràgia cerebral i les seves seqüeles).